# (841) Arabella
Pour les articles homonymes, voir Arabella.
(841) Arabella est un astéroïde de la ceinture principale.

## Description
(841) Arabella est un astéroïde de la ceinture principale découvert le 1er octobre 1916 par l'astronome allemand Max Wolf. Sa désignation provisoire était 1916 AL.
L'astéroïde est nommé en hommage à l'opéra Arabella de Richard Strauss (1864-1949).